# Französischer Dom
Französischer Dom (Den franske domkirke) i Berlin ligger på Gendarmenmarkt. Den består af Französische Friedrichstadtkirche, som blev bygget mellem 1701 og 1705 for franske reformerte trosflygtninge, såkaldte huguenotter, samt af et tårn bygget i 1785. De franske flygtninge udgjorde en væsentlig del af Berlins indbyggertal fra slutningen af 1600-tallet.
Strengt taget betegner Französischer Dom egentlig kun tårnet, som ikke har nogen gejstlig funktion, og kirken er ingen domkirke. Betegnelsen kommer derimod af det franske ord dome, "kuppel". Det samme forhold gælder Deutscher Dom som også står på Gendarmenmarkt. Den preussiske konge Frederik den Store lod bygge to omtrent identiske tårne i 1785 ved begge kirker med Piazza del Popolo i Rom som forbillede. Tårnenes eneste funktion var at give pladsen en taktfuld udformning.
Den franske kirke benyttes som kirke af to menigheder, og siden 2000 også af Evangelische Akademie Berlin-Brandenburg for arrangementer. I tårnet er der et huguenotmuseum.